# František Ladislav Rieger

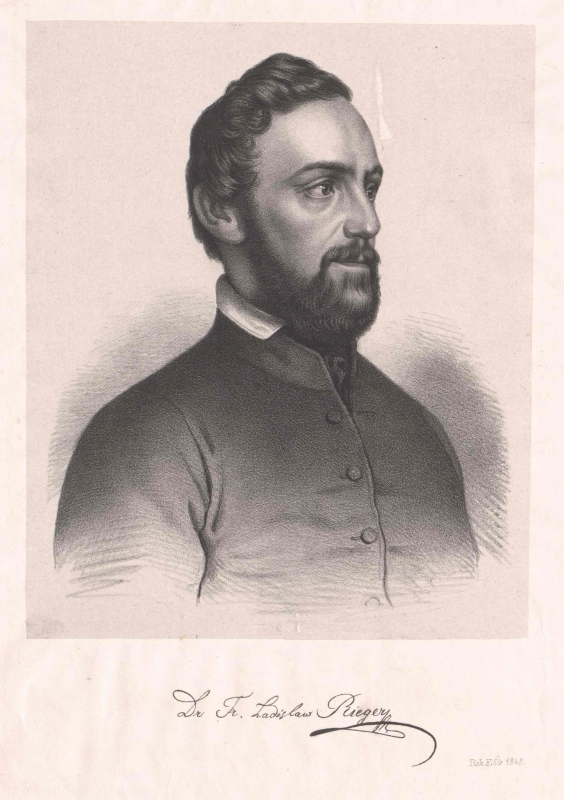
František Ladislav Rieger

František Ladislav Rieger, född 10 december 1818 nära Jičín, död 3 mars 1903 i Prag, var en tjeckisk friherre och politiker.
Rieger blev 1846 juris doktor i Prag, tog ivrigt del i 1848 års revolution och de panslavistiska rörelserna i Prag samt var på Kremsierriksdagen 1848-49 slavernas främsta talare, då det gällde att hävda en mera självständig ställning för dem inom österrikiska monarkin, men han var på samma gång en av de ivrigaste förfäktarna av den konstitutionella friheten. 
Efter riksdagens sprängning begav Rieger sig på resor (till Frankrike och England), gifte sig 1853 med en dotter till František Palacký och ägnade sig efter hemkomsten till Böhmen mest åt kommunala och litterära värv. Han skrev populära dikter och började 1859 utge den stora encyklopedin "Naučný slovník", som 1874 förelåg färdig i elva band. 
År 1861 fick Rieger plats i det då nybildade riksrådet (riksdagen) i Wien. Där bekämpade han i federalistisk riktning Anton von Schmerlings centraliseringspolitik, men han lämnade redan 1863 såsom "abstinenspolitiker" riksrådet och höll sig i 16 år borta från representationen. År 1879 inträdde han åter i österrikiska riksrådet och blev då ett stöd för regeringen. Han blev nu den gammaltjeckiska gruppens ledare och visade som sådan mycken eftergivenhet för klerikala och feodala önskemål, varigenom han utsattes för allt häftigare angrepp från den i antal och inflytande snabbt tillväxande radikala ungtjeckiska partigruppens sida. Vid lantdagsvalen 1889 miste han sin plats i lantdagen, och 1891 föll han igenom även vid riksrådsvalen. I stället blev han 1896 livstidsmedlem av österrikiska herrehuset och upphöjdes kort därefter i ärftligt friherrligt stånd. Hans politiska inflytande var emellertid i stort sett till ända. 
Rieger var under hela sitt liv ivrigt verksam för den tjeckiska kulturens främjande. År 1880 stiftade han den, stora nationella folkskoleföreningen i Böhmen, Ústřední Matice školeska, och blev dess förste president. Han hade även väsentlig andel i upprättandet av en tjeckisk nationalteater och ett landsmuseum.

## Fotnoter
1. 1 2  Encyclopædia Britannica, Encyclopædia Britannica Online-ID: biography/Frantisek-Ladislav-Riegertopic/Britannica-Online, läst: 9 oktober 2017.[källa från Wikidata]
2. 1 2  Tjeckiska nationalbibliotekets databas, NKC-ID: jk01102434, läst: 23 november 2019.[källa från Wikidata]
3. ↑  Rieger, Franz Ladislaus, vol. 26, Biographisches Lexikon des Kaiserthums Oesterreich, s. 113.[källa från Wikidata]
4. ↑  ”Ригер Франтишек Ладислав”, Большая советская энциклопедия : [в 30 т.], tredje utgåvan, Stora ryska encyklopedin, 1969, läst: 28 september 2015.[källa från Wikidata]
5. 1 2 3 4 5  Archive of Fine Arts, abART person-ID: 16135, läst: 1 april 2021.[källa från Wikidata]
6. ↑  International Music Score Library Project, IMSLP-ID: Category:Rieger,_František_Ladislav, läst: 9 oktober 2017.[källa från Wikidata]
7. ↑  European Theatre Architecture, Arts and Theatre Institute, EUTA person-ID: 200, läst: 9 oktober 2017.[källa från Wikidata]
8. ↑  Archiv hl. m. Prahy, Matrika zemřelých u Panny Marie Sněžné, sign. PMS Z5, s. 15, Sbírka matrik (på tjeckiska), läs online.[källa från Wikidata]
9. ↑  Petr Boček, Pavel Kobetič & Tomáš Pavlík, Chrudim : vlastivědná encyklopedie, andra utgåvan, 2018, s. 27, ISBN 978-80-906318-2-3.[källa från Wikidata]
10. ↑  läs online, www.adamovaokoli.cz .[källa från Wikidata]